# Ca n'Albinyana
Ca n'Albinyana és una masia al nord del terme de Montcada i Reixac (al Vallès Occidental) a tocar amb el termenal amb la Llagosta. És una masia de gran antiguitat documental, la primera data és de 1183 i pertany a la contrada de Reixac.

## Arquitectura
És una masia corresponent al grup tipològic II presentat per Josep Danés, és a dir, amb teulada a dues aigües, d'escassa inclinació, en aquest cas, i amb el carener perpendicular a la façana. Les crugies són paral·leles al carener. L'interior de la planta baixa es caracteritza per presentar un ampli vestíbul a l'entrada i a mà dreta, un celler o estable. A l'esquerra del vestíbul hi ha la cuina amb una gran llar de foc. Al fons del vestíbul hi ha l'escala que condueix al pis.
A l'exterior, la façana presenta planta baixa, pis i golfes. Tot el repartiment d'obertures és bastant simètric. A la planta baixa hi ha la porta d'entrada, d'arc rodó de mig punt i adovellada, flanquejada a cada costat per una finestra rectangular, emmarcada i protegida per reixa. Al pis, com a element central, hi ha un balcó amb barana de ferro forjat de barres amb diferents estils (entortolligat en espiral, llis, etc.) amb obertura rectangular i emmarcada. La llinda és d'una sola peça on es pot veure gravat l'any 1770 (possible data de la restauració). A cada costat sengles finestres rectangulars emmarcades i amb ampit. Sota la línia de la teulada hi ha una sola obertura d'arc rodó de mig punt, corresponent a les golfes, i també hi ha el suport on va la corriola. Davant de la façana principal s'obre un pati rodejat per una tanca i pels diferents cossos auxiliars de la masia. L'accés al pati és per una porta rectangular d'arc molt rebaixat.
El paller es troba encara amb un altre, però s'ha escollit aquest perquè sembla el de més antiguitat. Davant té l'enrajolat de l'era. La seva estructura conserva una de les primigènies columnes rodones de fàbrica de còdols ara amb restes d'arrebossat per a donar-li consistència, els altres suports de sosteniment són pilars de base rectangular i fàbrica de maons. La coberta és de material d'uralita i dessota embigat de fusta; teulada d'un sol aiguavés (en la seva primigènia coberta seria de teules àrabs). El cos del celler es troba adossat al mur de tanca que rodeja el pati davanter a la façana principal. En aquesta confluència es conserva part del mur, sembla, més primitiu de la casa amb pedres de riera i fang.
La capella es troba resseguint la tanca cap al costat esquerre una vegada passada la porta d'accés al pati. És un petit edifici de planta rectangular, els murs arrebossats i coberta de teules àrabs a dues vessants i amb carener perpendicular a les façanes Nord-Sud. A la façana Sud hi ha una obertura de petit òcul (molt probablement corresponent a la primigènia factura); dessota, finestra rectangular de posterior obertura (segurament quan ja no s'hi celebrava el culte). L'entrada és lateral pel mur de llevant i dona al pati interior que hi ha davant la façana principal.